# Anthurium bittneri
Anthurium bittneri là một loài thực vật có hoa trong họ Ráy (Araceae). Loài này được Grayum miêu tả khoa học đầu tiên năm 1992 publ. 1993.